# Prajila, Florești
Prajila este satul de reședință al comunei cu același nume din raionul Florești Republica Moldova. Prima atestare documentară este din anul 1588.

## Nume
Legenda ne relatează că primii locuitori care au fondat acest sat, la început au măsurat pământul cu o prăjină, de la acest cuvânt provenind și viitorul nume al satului. Prin urmare numele vechi al satului era "Prăjina", și ar fi fost schimonosit, prin transcriere de acte slavonești (literele "N" și "L" fiind ușor confundabile în manuscrisele vechi), iar asta ar fi fost demult, după o careva nenorocire, caci doar o generație întoarsă putea să primească un nume nou al localității.
O altă legendă spune că toponimul "Prajila" provine de la așezarea geografică (în prăvale). Întâmplător sau nu, satul e atestat cu puțin înainte ca logofătul Nicoară Prajescu, vărul lui Ieremia Movilă, să stăpânească o mulțime de sate pe Căinar, și nu numai. Altfel zis, întrebarea este, dacă un urmaș al lui Prăjescu (probabil femeie), a stăpânit acest sat, fiind numita "Prajila", în loc de "prăjească". În documente, pe timpul unui recensământ din anul 1774 se spune că „Pravila” avea 16 case, neavând nici un birnic. (Totuși în majoritatea actelor rusești e scris "Prajila"). Din unele documente se poate de aflat că teritoriul populat de actuală localitate - Prajila, se împărțea în 2 părți: "Prajila de Jos", numită și "Prajila de lângă Răut" și "Prajila de Sus", numită și "Vădurele" (fiindcă era în apropierea unei păduri), și care, după harta militară a Imperiului Rus (1869-1893), era două cătune la izvoarele Ciulucului; unul, între satele Beleuți și Comarovca, iar altul, cu 5 km mai la vest de primul și cu 1-2 km la nord de Mărăndeni, ambele cătune având același nume. Satul Pravila de Sus din județul Bălți, a fost redenumit în perioada sovietică în Popovca (în prezent în raionul Fălești).

## Istorie
Satul este menționat documentar pentru dată la finele secolului al XVI-lea:
„Din mila lui dumnezeu, noi Io Petru voievod, domn al Țării Moldovei. Facem cunoscut cu această carte a noastră, tuturor celor ce o vor vedea sau o vor auzi cetindu-se, că acest adevărat al nostru credincios și cinstit boier, jupan Andrei hatman ne-a slujit drept și credincios. De aceia noi, văzând slujba lui dreapta și credincioasă către noi, i-am miluit pe dânsul, cu deosebita noastră mila și i-am dat și i-am miluit pe dânsul dela noi, în țara noastră, în Moldova, cu un sat anume Zăvădinele, care este în ținutul Sorocii, pe râul Răut și pe amândouă părțile Răutului și cu loc de mori la râul Răutului, care acest sat a fost sat drept domnesc.

...

Iar apoi, s'au sculat niște sate, anume Budăeștii și Heciul și alte sate, ce sunt în prejurul Zăvădenilor și ni s'au plâns și și-au cerut hotarnic pe credinciosul nostru Danciul fost pârcălab, ca să le hotărnicească lor dinspre satul Zăvădini. ...

...

Dar noi am cercetat cu amănuntul, pentru rândul acestui sat Zăvădini și pentru hotarul lui pe unde a ținut. ... Și s'a dat pentru satul Heceștii, Visternicii și pentru satul Joldeștilor asemenea în Vistiarniți și pentru Prajilele, satul Goeneștii pe Răut și pentru Coluneștii, satul Bursuceanii și pentru Drojdieștii, li s'a dat lor între Trifan și între Miron, care este pe Căenar și pentru Nemțeani, s'a dat în fața Lozilor și mai sus de Coșciug, iar pentru Mărculești, alți Mărculești pe Camenca pentru Pridenii, li s'a dat lor în jos de Stârceani, pe Răut și pentru Begeani, alți Begeani care sunt pe Căenar ...
...

Iar pentru mai mare putere și întărire a toate acestor mai sus scrise, am poruncit credinciosului și cinstitului nostru boier, jupân Lupul Stroici mare logofăt, să scrie si să atârne pecetea noastră la aceasta adevărata carte de seamă a noastră.

A scris Roșca uricar în Iași, în anul 7096 <1588> August 20.”
În anul 1858, când în Basarabia populația locală a început să se răscoale împotriva Imperiului Rus, din județul Soroca s-au răsculat 13 sate, inclusiv Prajila. În 1877 Prajila de Jos împreună cu Vădurele avea 138 de gospodării.

## Amplasarea geografică
Satul Prajila este așezat pe malul drept al râului Răut, la o distanță de 14 km. de orașul Florești și 137 km. nord-est de capitala Moldovei – Chișinău. Se învecinează cu satele Lunga, Băhrinești, Gura Căinarului, Țiplești.

## Economie
Pe teritoriul satului activează proprietăți private care se ocupă cu creșterea diferitor culturi agricole ca: sfecla de zahăr, grâu de toamnă comun, grâu de toamnă durum, grâu de primăvara comun, grâu de primăvara durum, ovăz, porumb boabe, porumb tehnic, floarea soarelui ș.a. Satul este situat în apropierea șoselei naționale Soroca-Bălți, căii ferate  Bălți-Mateuți și Aeroportul Internațional Mărculești.

## Social
Populația satului Prajila este de 2907 (recensământ 2004), dintre care 99.66% - moldoveni/români, 0.24% - ucraineni, 0.07% - ruși, 0.00% - găgăuzi, 0.00% - bulgari, 0.00% - evrei, 0.03% - polonezi, 0.00% - țigani, 0.00% - alte etnii. În localitate funcționează Școala Medie de Cultură Generală cu cca 500 elevi, o grădiniță de copii. În comuna Prajila au fost înregistrate 1239 de gospodării casnice în anul 2004. Membrii acestor gospodării alcătuiau 3384 de persoane, iar mărimea medie a unei gospodării era de 2.7 persoane. La nivelul comunei, gospodăriile casnice erau distribuite, în dependență de numărul de persoane ce le alcătuiesc, astfel: 23.08% - 1 persoană, 25.75% - 2 persoane, 20.74% - 3 persoane, 21.15% - 4 persoane, 5.97% - 5 persoane, 3.31% - 6 și mai multe persoane. În localitate este o casă de cultură, o bibliotecă și activează ansamblul folcloric „Izvoraș cu apă rece”.

## Personalități

### Născuți în Prajila
- Mihail Hazin (n. 1932), scriitor, jurnalist, poet și traducător sovietic și moldovean
- Ioan Moșneguțu (n. 1979), cleric ortodox, episcop

## Legături externe
- http://localitati.casata.md/index.php?action=viewlocalitate&id=4544
- http://mitropolia.md/slujba-arhiereasca-in-s-prajila-r-floresti